# Anoplodactylus tubiferus
Anoplodactylus tubiferus is een zeespin uit de familie Phoxichilidiidae. De soort behoort tot het geslacht Anoplodactylus. Anoplodactylus tubiferus werd in 1884 voor het eerst wetenschappelijk beschreven door Haswell. 